# Max Leuthe

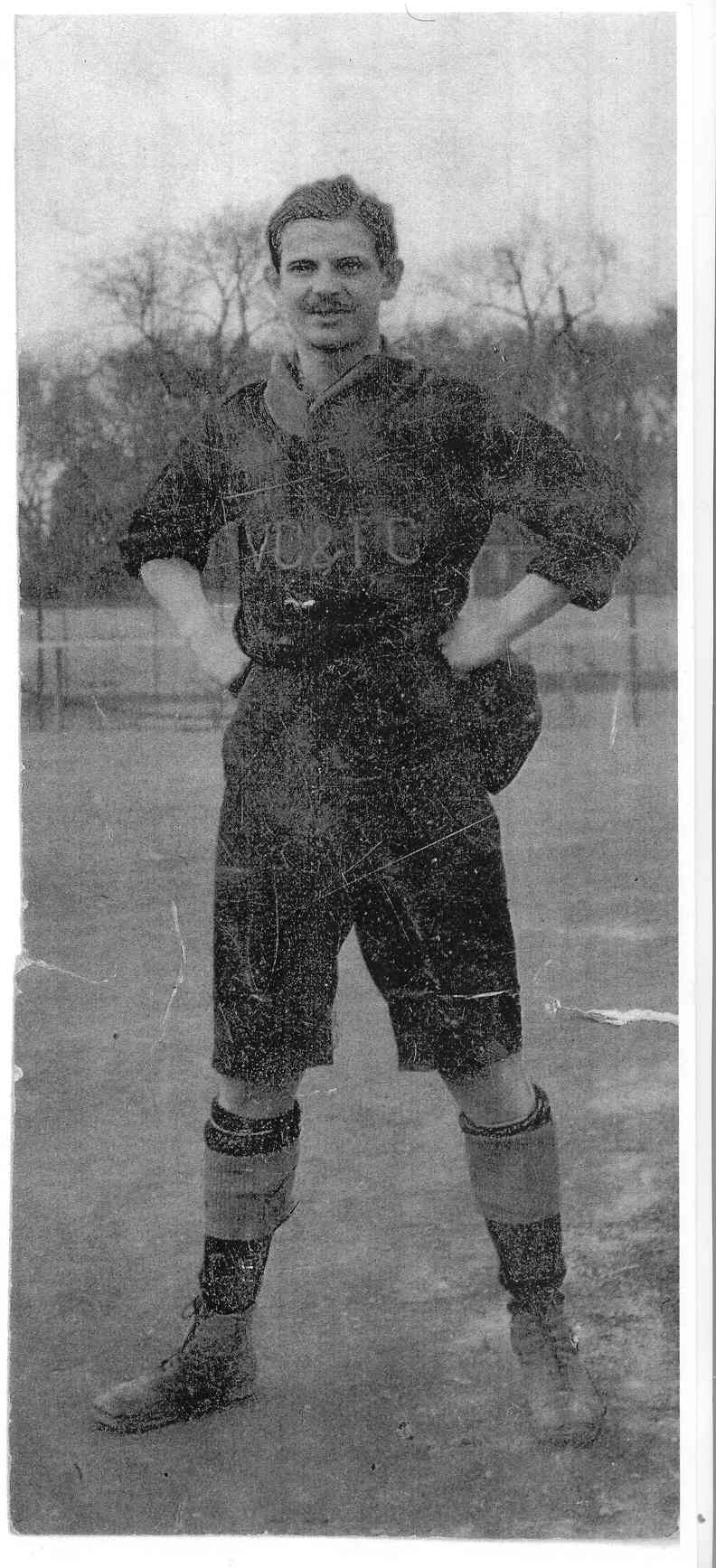
Max Leuthe als aktiver Spieler (vor 1907)

Max Johann Leuthe, auch Mac John Leuthe oder M. J. Leuthe, (* 25. August 1879 in Wien; † 2. Dezember 1945) war ein österreichischer Fußballspieler, Leichtathlet, Journalist und Karikaturist. Er war ein prominenter Vertreter der ersten österreichischen Spielergeneration, Nationalspieler und Mitbegründer des späteren FK Austria, bevor er als Journalist und Karikaturist zu einem wichtigen Chronisten der Anfänge des Fußballs in Österreich wurde. In seiner Entnazifizierungsakte sagte er von sich selbst, er sei „ja doch der eigentliche Begründer des Wiener Fußballsports, der Weltgeltung erlangt hat“.

## Biographie

### Sportliche Laufbahn
Max Leuthe wurde im Wiener Bezirk Landstraße als Sohn eines Speditionsbeamten geboren. Gemeinsam mit seinen drei Schwestern wuchs er in einer gesellschaftlich angesehenen und wohlhabenden Umgebung auf. Geprägt wurde seine Jugend durch zahlreiche Ausflüge mit der Familie in die nähere Umgebung. Schon zu seiner Schulzeit schrieb er seine Eindrücke nieder. Gemeinsam mit Freunden begann Leuthe auf den Praterwiesen Fußball zu spielen, damit folgten sie dem Vorbild von in Wien arbeitenden Briten. In Anlehnung an den Prager Deutscher Fußballclub (DFC) nannte sich die Mannschaft der Jugendlichen Wiener Sektion des DFC und bekam aus Prag einen Wimpel zugesandt; Leuthe war der Kapitän. Diese Sektion wurde später zur Fußballabteilung des Wiener Athletic Club.

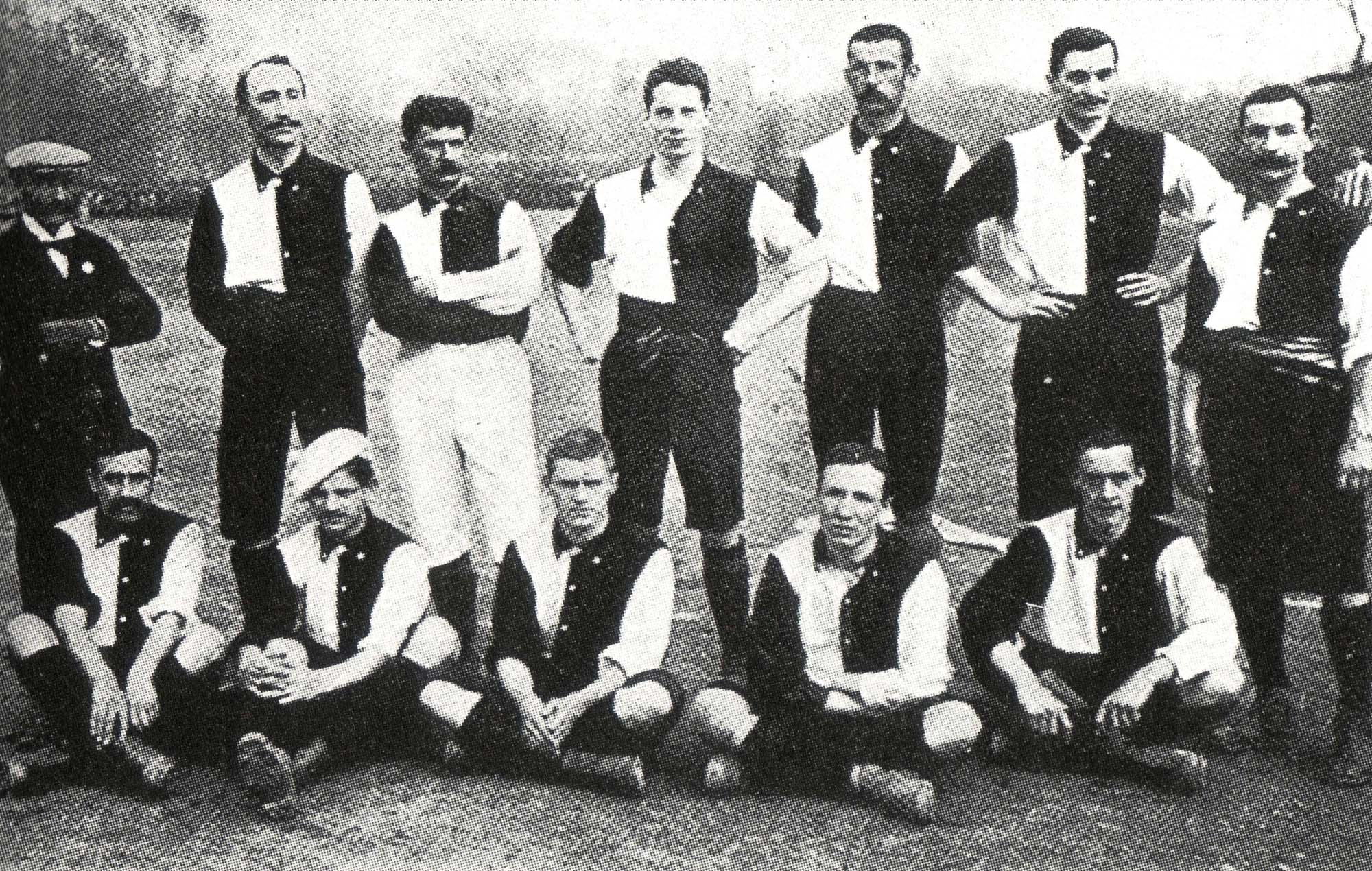
Max Leuthe (sitzend mit Kappe) als Mitglied einer Wiener Auswahlmannschaft im Jahr 1899

1896 wurde Leuthe (wahrscheinlich) als erster Wiener Mitglied in der Cricketabteilung des Vienna Cricket and Football-Club. Nach seinem Wechsel zu den Cricketern 1898 änderte er seine beiden Vornamen in Mac John. Im Oktober hatte er sein Debüt in der ersten Mannschaft bei einem 11:0-Sieg gegen Olympia.
Im April 1895 starb Leuthes Vater, wenig später ehelichte seine Mutter den Kinderarzt Emil Fronz, der auch Leibarzt der königlichen Familie war. Dank dessen finanziellen Zuwendungen war es Leuthe möglich, seinen sportlichen Ambitionen, die auch mit teuren Reisen verbunden waren, weiterzufolgen. Bis 1905 folgten einige Vereinswechsel innerhalb von Wien, ebenso pendelte Leuthe in den Mannschaften zwischen dem Verteidiger- und dem Stürmerposten hin und her. Auch unterhielt er Mitspieler und Publikum mit „tollen, aber harmlosen Streichen“. Zeitweise hielt er auch den österreichischen Weitsprungrekord. Ostern 1899 gastierte der Oxford University AFC in Wien und absolvierte zwei Spiele gegen Wiener Auswahlmannschaften (15:0 und 13:0). Leuthe und der Spieler Rudolf Wagner bekamen das Privileg, auch in der englischen Auswahl mitspielen zu dürfen. Bei der 15:0-Niederlage schoss Leuthe ein Eigentor.
In der Nationalmannschaft spielte Leuthe beim ersten inoffiziellen Länderspiel 1901, dem Urländerspiel gegen die Schweiz, in der Verteidigung, welches Österreich mit 4:0 gewann, und kam bis 1905 noch zu zwei weiteren Einsätzen in offiziellen Ländermatches gegen Ungarn. Ein Wechsel zum FC Everton soll am Veto der Cricketer-Funktionäre gescheitert sein. Leuthe empfand es aber immer als besondere Auszeichnung, gegen englische Teams zu spielen und schaute sich bei seinen Vorbildern fußballerische Fertigkeiten ab, wie etwa den Trick, den Ball mit der Ferse zu spielen, der in Wien deshalb die Bezeichnung Maxler erhielt.
1907 beendete Max Leuthe seine sportliche Laufbahn, fungierte aber anschließend „erheblich an Gewicht zugenommen“ einige Zeit als Schiedsrichter. In seinen letzten aktiven Jahren wurde allerdings weniger über sein fußballerisches Können als über seine „Eskapaden“ berichtet; er habe „herumvagiert“ und „champagnisirt“. 1910 spaltete sich die Sektion Fußball nach schweren Differenzen von den Cricketern ab, und Leuthe rief den Wiener Amateur-SV, den späteren FK Austria Wien, ins Leben, gemeinsam mit den Sportjournalisten Erwin Müller und Hugo Meisl, der Leuthe als „Helden seiner Jugend“ bezeichnete. Diese Entwicklung galt als „Palastrevolution“ einer jüngeren Generation. Leuthe schrieb den Text der neuen Klubhymne.

### Journalismus und Politik

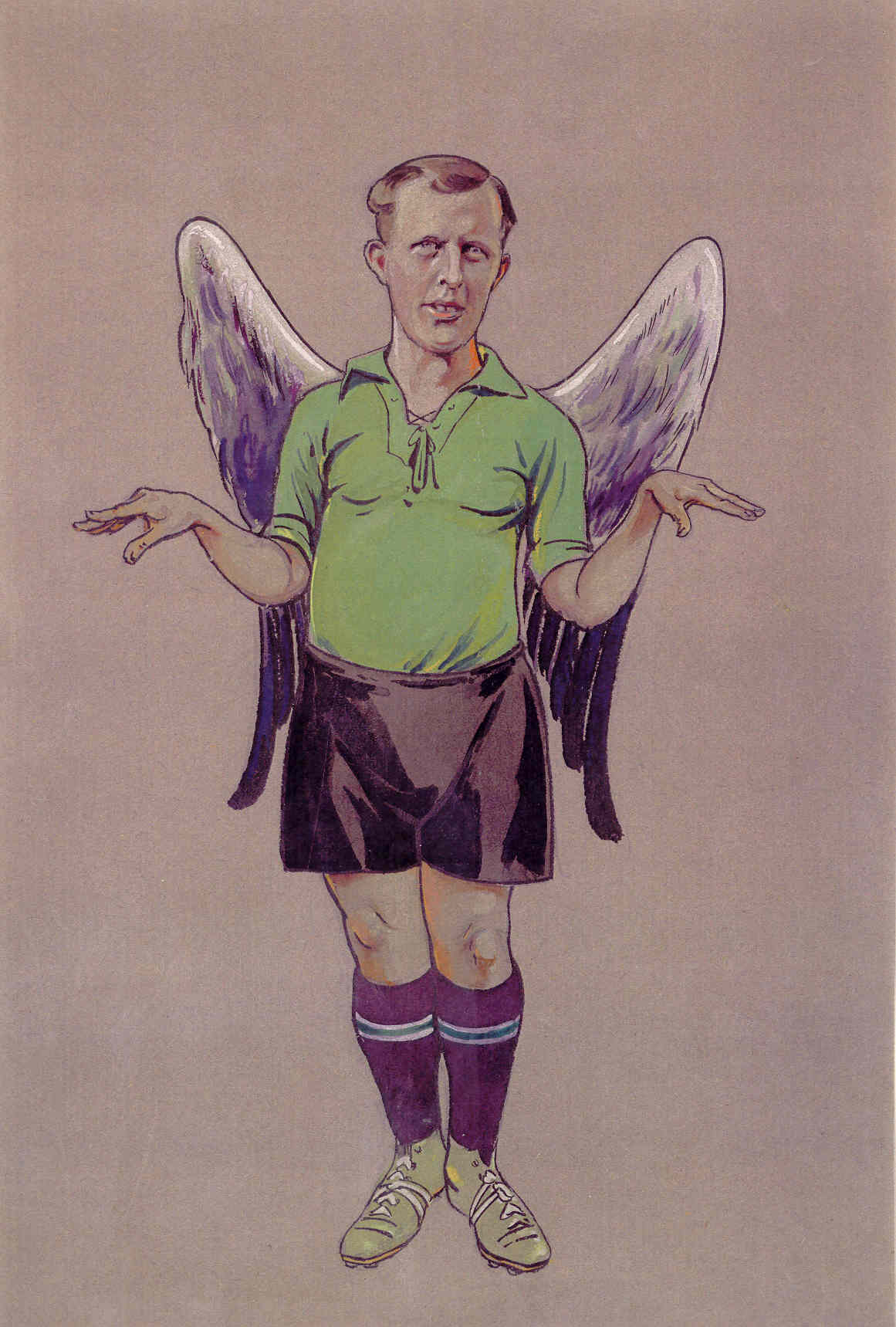
Rapid-Flügelstürmer Ferdy Wesely, gezeichnet von Leuthe

Schon als Jugendlicher schrieb und zeichnete Max Leuthe, kurz vor 1900 besuchte er auch eine Malerschule. Anschließend war er als Kulissenmaler für die Wiener Staatsoper tätig und verfasste 1909 das Kinderbuch Der kluge Hans zur Tuberkulose-Aufklärung, wohl auf Anregung seines Stiefvaters hin. Ab 1899 schrieb er zudem Zeitungsartikel, Glossen und fertigte Karikaturen. Er selbst bezeichnete sich als „Sportschriftsteller“. Wegen seiner humoristischen Zeichnungen erhielt er den Beinamen Der Pinsel.
Von 1914 bis 1918 diente Leuthe als Soldat im Ersten Weltkrieg. 1919 trat er in die Redaktion des Wiener Sport-Tagblattes ein, arbeitete aber auch für das Neue Wiener Sportblatt von Meisl und Arthur Baar, in den folgenden Jahren auch für weitere Blätter, oft im Tandem mit Erwin Müller. Er schrieb hauptsächlich über Sportgeschehen und Sportpolitik, aber publizierte auch Erinnerungen an seine eigene aktive Zeit. Er beschrieb die „Kombinationstaktik nach Wiener Muster“, die sich nach seiner Ansicht durch Spielwitz auszeichnete (später Scheiberlspiel genannt, ähnlich dem Tiki-Taka). Im Jahr darauf heiratete er im Alter von 41 Jahren. 1921 übersiedelte das Ehepaar Leuthe für 18 Monate in die Schweiz, die Gründe dafür sind unklar.
Populär wurde Leuthes ständige Rubrik „Schatzinger und Schmonzides“, eine gezeichnete Diskussion zwischen einem Rapid- und einem Hakoah-Fan, „in der Leuthe dezidiert antisemitische Töne anschlug“ und die er grundsätzlich beim Heurigen schrieb. Seine Manuskripte verfasste er ausschließlich handschriftlich mit Bleistift in Wiener Mundart. Zudem publizierte er unter den Namen „M. J. Leuthe“ mehrere Bücher. Mehrere Zeitungen veröffentlichten Leuthes Zeichnungen und Gedichte, so auch die antisemitische Satirezeitschrift Kikeriki, und er fungierte als Korrespondent des Kicker von Herausgeber Walther Bensemann.
Damit gehörte Leuthe in den 1920er Jahren zu den „schreibenden Stars“ der bürgerlichen Wiener Fußballkultur. Er leistete sich einen hohen Lebensstandard, reiste viel ins Ausland und erhielt auch zahlreichen Besuch von dort. Nach dem Tod seines Stiefvaters war er jedoch finanziell damit überfordert, die familiären Besitztümer zu unterhalten, sodass er Schulden machen musste.
Offiziell beantragte Max Leuthe am 2. Juni 1938 die Aufnahme in die NSDAP und wurde rückwirkend zum 1. Mai desselben Jahres aufgenommen (Mitgliedsnummer 6.130.185). Im Jahr zuvor hatte er zwar in umfangreichen Nachrufen in Wiener Zeitungen seines verstorbenen jüdischen Freundes Hugo Meisl gedacht, dem deutschen Kicker hingegen diese Nachricht nur in wenigen Zeilen mitgeteilt. Nach dem Anschluss Österreichs gab Leuthe hingegen an, er sei schon seit 1932 illegal Mitglied der NSDAP und betonte seine Arbeiten für die antisemitische Kikeriki, seine Tätigkeit für das Neue Wiener Sportblatt von Meisl hingegen verschwieg er. Auch nannte er sich jetzt wieder „Max“. Als solcher rief er auch im Sporttagblatt für die nachträgliche Abstimmung über den Anschluss auf. Nach Kriegsende wiederum versuchte er seine NS-Vergangenheit zu verharmlosen, Recherchen nach 1945 förderten jedoch ein Schreiben der NSDAP, Gau Wien, hervor, in dem die Rede davon war, dass Leuthe seit 1923 förderndes Mitglied der SS gewesen sei und Werbematerial für die Partei aufbewahrt habe.
Im Dezember 1945 starb Max Leuthe, vermutlich in Wien. Sein langjähriger Kollege Robert Brum schrieb in einem Nachruf, 1938 „unterlag auch Leuthe […] dem faulen Zauber des falschen Propheten, ohne sich aber irgendwie aktiv zu betätigen“. Sein Freund und Weggenosse Hugo Meisl „hätte seinem alten Freund Max sicher verziehen, wie es auch dessen alte Kameraden tun“.  Er wurde am Wiener Zentralfriedhof bestattet. Das Grab ist bereits aufgelassen.

## Stationen
- Wiener AC
- Vienna Cricket and Football-Club

## Erfolge
- 2 (1) Länderspiele für die österreichische Fußballnationalmannschaft von 1901 bis 1905

## Werke (Auswahl)
- 1909: Der kluge Hans. Ein Bilderbuch (Pseud. Mac John Leuthe)
- o. J.: Biographien berühmter Sportsmänner II.
- 1923: 25 Jahre Fußball.
- 1923: Hakoah in England.
- 1923: Das moderne Fussballspiel. Ein Lehrbuch. (mit Felix Schmal)